# یقین‌علی‌تپه ۱
یقین علی تپه ۱ مربوط به هزاره اول قبل از میلاد - سده‌های ۳ و ۴ ه‍.ق است و در شهرستان میاندوآب، بخش مرحمت آباد، دهستان مرحمت آباد جنوبی، ۵۰۰ متری شمال روستای یاغلان تپه واقع شده و این اثر در تاریخ ۷ خرداد ۱۳۸۷ با شمارهٔ ثبت ۲۲۸۹۹ به‌عنوان یکی از آثار ملی ایران به ثبت رسیده است.